# Jajuminbo
 (avril 2009).
Le Jajuminbo (자주민보) est un magazine mensuel sud-coréen, de sensibilité d'extrême gauche, fondé en mai 2000 et publié par Lee Chang-ki (45 ans en 2013),. Il dispose également d'un site web et promeut la réunification des deux Corée.
Ouvertement favorable à la république populaire démocratique de Corée et partisan du dialogue intercoréen, le Jajuminbo publie fréquemment des entretiens avec des personnalités nord-coréennes.
Ces activités portant atteinte à l'article 7 de la loi de sécurité nationale, l'éditeur ainsi que les journalistes Park Chun-young et Paek Un-jong ont été condamnés à une amende de 15 millions de wons et emprisonnés d'octobre 2001 à janvier 2002 pour avoir publié des articles menaçant l'existence de l'État et l'ordre démocratique et pour avoir prévu de publier des écrits de Kim Myong-chol (en), un écrivain banni, favorable à la Corée du Nord et résidant au Japon.
Lee est de nouveau condamné en mai 2013 par la cour suprême à 18 mois de prison pour avoir échangé des e-mails avec un agent nord-coréen et pour avoir publié des articles favorables à l'idéologie du Juche et du Songun. La licence de son site est 
également suspendue pour 18 mois.